# Konstantni kapital
Karl Marx pri kapitalu razlikuje tri večje komponente: prva komponenta je konstantni kapital (oznaka k), druga variabilni kapital (oznaka v), tretja pa presežna vrednost (oznaka pv). Skupna vrednost blaga (z oznako C) je tako definirana kot vsota konstantnega kapitala, variabilnega kapitala in presežne vrednosti oziroma C = k + v + pv.
Konstantni in variabilni kapital tvorita stroškovno ceno kapitala; govorimo o vrednosti, ki jo mora kapitalist dati v cirkulacijo, da cirkulacija kapitala dejansko steče. To za presežno vrednost ne drži; slednjo si kapitalist prilasti, ne da bi za to moral dati karkoli v zameno. To lahko stori, ker ima monopol nad produkcijskimi sredstvi, s čimer si tudi prilasti vso vrednost, ki se ustvari pod okriljem njegovega kapitala.
Temeljna ločnica med konstantnim in variabilnim kapitalom je, ali obravnavani del kapitala na nov produkt zgolj prenese že obstoječo vrednost ali pa nasprotno zajema sklop produkcije, ki ustvarja novo vrednost. Če kapital na novo blago svojo vrednost zgolj prenese, je konstantni kapital; če se pod obravnavanim delom kapitala ustvari nova vrednost, je to variabilni kapital.
Delitev na konstantni kapital, variabilni kapital in presežno vrednost izhaja iz delovne teorije vrednosti, ki postavlja izhodišče, da menjalno vrednost blaga določa količina človeškega dela, ki ga povprečen primerek (tj. v povprečnih produkcijskih pogojih, glede na družbeno potrebni delovni čas) takšnega blaga vsebuje.

## Konstantni kapital
Konstantni kapital sestoji iz že obstoječega, torej predhodno realiziranega, dela. V cirkulaciji kapitala tako ne ustvarja nove vrednosti; njegova vrednost se zgolj prenese na končno blago. To stori tako, da se produkti omenjenega dela porabijo kot surovine v produkcijskem procesu.
Ponazorjeno na primeru: aluminij, jeklo in plastika, ki se porabijo za proizvodnjo avtomobila, imajo neko (menjalno) vrednost iz dveh razlogov; ker je za njihovo produkcijo potrebno vložiti določeno količino dela in ker nastopajo na trgu kot blago (tj. da jih kapitalist kupi kot surovino). Njihova vrednost pa se tekom produkcije ne spreminja; v končni vrednosti avtomobila imajo točno takšno vrednost, kot so jih imeli pred začetkom produkcije.
Konstantni kapital se imenuje konstantni, ker govorimo o vrednosti, ki se tekom cirkulacije kapitala ne povečuje; konstantni kapital je prisoten v vrednosti končnega blaga, ampak v točno takšni velikosti kot na začetku cirkulacije. Če konstantni kapital, na primer, znaša 100'000€, bo tudi njegov delež v vrednosti končnega blaga 100'000€. Enako velja za delež konstantnega kapitala na nivoju posameznega kosa blaga, saj je ta določena kot alikvoten del celote; če se omenjenih 100'000€ razdeli na 1'000 izdelkov, se bo na vsak izdelek preneslo 100€ konstantnega kapitala.

### Fiksni in cirkulirajoči kapital
Konstantni kapital se nadalje deli na fiksni in cirkulirajoči kapital, pri čemer je glavno vprašanje, v kakšnem obdobju se ta kapital povrne. Izdatki cirkulirajočega kapitala se povrnejo ob koncu prvega obrata in se v celoti prenesejo na končni produkt. Primeri cirkulirajočega kapitala so surovine in energija (tako v obliki primarnega energenta, kot na primer energenta, kot že predelana oblika energije, kot je na primer električna energija), potrebna za pogon strojev. Fiksni kapital, kot na primer stroji in gradbeni objekti, ima po drugi strani daljše življenjsko obdobje in se povrne šele po več obratov, zato je njegov delež v posameznem obratu preračunan glede na družbeno povprečje; takšen delen prenos kapitala Marx imenuje obraba; v sedanjosti se uporablja tudi izraz amortizacija.
Obraba se izračuna tako, da se velikost celotnega fiksnega kapitala deli z njegovo predvideno življenjsko dobo (za preračune je osnovna enota dolžina ene cirkulacije kapitala). Ponazorjeno na primeru: če je vrednost stroja 800'000€, njegova predvidena življenjska doba 5 let, kapital pa opravi dve cirkulaciji na leto, bo obraba znašala 80'000€ na posamezno cirkulacijo kapitala.

## Variabilni kapital in presežna vrednost
Variabilni kapital, ki se od konstantnega kapitala razlikuje po tem, da je del vrednosti, ki se pod cirkulacijo kapitala na novo ustvari. Marxova analiza kapitalizma, ki temelji na delovni teoriji vrednosti, tako postavi, da variabilni kapital sestoji iz izdatkov, namenjenih delovni sili. Variabilni kapital je torej del vrednosti, ki jo mezdni delavec ustvari in jo tudi dobi nazaj; najbolj neposredna oblika je mezda, a pod izdatke variabilnega kapitala spadajo tudi stroški, kot na primer izdatki za varnost na delovnem mestu.
Presežna vrednost je nasprotno del vrednosti, ki ostane kapitalistu v obliki presežnega dela, ki se nahaja v presežnem produktu. Obstoj presežne vrednosti je mogoč, ker produkcija poteka v okviru privatne lastnine kapitalista. Ta z lastništvom produkcijskih sredstev nadzira delovanje produkcije in si tudi prilasti celoten ustvarjen produkt, ki ga nato proda na trgu kot blago. Drugače: presežna vrednost je razlika med vrednostjo, ki jo delavec ustvari pod okriljem kapitalistične produkcije, ter vrednostjo, ki jo dobi nazaj v obliki mezde, prispevkov in ostalih »stroškov« kapitalista za delovno silo.
To je po Marxu na nivoju družbenega kapitala, če torej kapitalistično ekonomijo družbe pojmujemo kot celoto, edini izvor profita, saj je to hkrati edini izvor profita, kjer se tudi ustvari nova vrednost. Metode, kot so špekulacije in priložnostno goljufanje nasprotne strani v blagovni menjavi (tj. kupca ali prodajalca), sicer vodijo v pozitivni profit, a istočasno vodijo tudi v izgubo (negativni profit) na drugi strani. So vprašanje prerazporeditve (redistribucije) že obstoječe, ne pa ustvarjanja nove vrednosti. Neto sprememba na nivoju družbenega kapitala je s tem enaka nič, ne pojasni torej, kako ima tudi na tem nivoju kapital profit; iz tega razloga Marx uvede koncept presežne vrednosti in njene produkcije.

## Organska sestava kapitala.
Variabilni kapital in presežna vrednost tvorita živo delo kapitala; sta delo, ki se dejansko realizira v okviru cirkulacije kapitala. Tako definirano živo delo je postavljeno nasproti »mrtvemu delu« konstantnega kapitala, ki lahko nadalje obstaja kot vrednost le, če vsrkava živo delo. To je pomembna podlaga za razvoj koncepta organska sestava kapitala, ta pa ima nadalje pomemben vpliv na profitno mero.
Iz vidika dela je organska sestava kapitala definirana kot razmerje med mrtvim in živim delom. Če isto izrazimo s kapitali, je organska sestava kapitala razmerje med konstantnim kapitalom v števcu ter vsoto variabilnega kapitala in presežne vrednosti v imenovalcu {\displaystyle (k)/(v+pv)}.
Organska sestava kapitala je eden izmed indikatorjev produktivnosti delovne sile. Visoka organska sestava kapitala pomeni, da ista količina živega dela požene v tek bistveno večji obseg materiala in produkcijskih sredstev; delež živega dela v celotnem kapitalu se tako relativno zmanjša, četudi se istočasno njegov obseg absolutno gledano poveča. Ker je profitna mera, ki je za kapitalista tudi pomembnejši indikator kot mera presežne vrednosti, definirana kot razmerje presežne vrednosti (sestavnega elementa živega dela) nasproti celotnemu kapitalu (torej vsoti konstantnega in variabilnega kapitala), Marx v Kapitalu s kombinacijo organske sestave kapitala in naraščanja produktivnosti dela, ki je značilna za kapitalizem, razvije tezo o tendenčnem padanju profitne mere.